# Обходен път на Габрово
Обходният път на Габрово е първокласен път от Републиканската пътна мрежа на България, последният участък от който е пуснат в експлоатация през юни 2020 г.
Заедно с тунела под Шипка ще осигурява връзка между Северна и Южна България. Той е част от републикански път Русе – Маказа и е важен елемент от Паневропейски транспортен коридор 9, който свързва Северна Европа с Александруполис, Гърция.

## Актуален проект
Средствата за реализиране на проекта са осигурени чрез подписан на 14.05.2013 г. договор за безвъзмездна финансова помощ между Министерството на транспорта, информационните технологии и съобщенията и Агенция „Пътна инфраструктура“ на стойност 98 562 050,88 лв.. За четирите етапа на строителство са избрани следните изпълнители:
- Консорциум „ПСВТ“
- Хидрострой" АД, Варна
- „Пътни строежи – Велико Търново“ АД, Велико Търново
- „Пътинженерингстрой – Т“ ЕАД, Търговище

### Етап I
Етап І от км 0+000 до км 7+670, обща дължина – 7,670 км – рехабилитация
Първият етап започва от кръстовището, от което обходният път се отделя от път І-5 В. Търново – Габрово и завършва преди пътен възел „Поповци“ на път II-44 Севлиево – Габрово.

### Етап ІІ
Етап ІІ от км 7+670 до км 10+940.74, обща дължина – 3,270 км – рехабилитация и реконструкция
Вторият етап е от пътен възел с път ІІ-44 Севлиево – Габрово до с. Чехлевци (пътно кръстовище с път ІІІ-4404). Трасето на участъка минава западно от кв. Войново и завършва в село Чехлевци.

### Етап ІІІ
Етап ІІІ от км 10+940.74 до км 16+010, обща дължина – 5,069 км – ново строителство
Третият етап е от пътно кръстовище с път ІІІ-4404, с. Чехлевци до пътен възел „Дядо Дянко“ на град Габрово (път III-5006).

### Етап ІV
Етап ІV от км 16+010 до км 20+124.50, обща дължина – 4,115 км – ново строителство и
Четвъртият етап е от пътен възел „Дядо Дянко“ (път III-5006) на град Габрово до кв. Радецки (пътно кръстовище за етапна връзка до път I-5 – Шипченски проход).

## Технически параметри
- Обща дължина: 23,254 км
- Двулентов път с габарит 10,5 м
- Проектна скорост: 70-80 км/час
- Тунел: 1 бр. /540 м./ от км 12+420 до км 12+960
- Мостове и виадукти: 5 бр.
- Пътни възли: 4 бр.
- Кръстовища: 4 бр.

## Критики
Строителството на обходния път на Габрово и тунелът под Шипка са критикувани от екологични организации.
- Създаването на западен обход не е било належащо. Обходният път за транзитното автомобилно движение преминава през съществуващия вече източен обход, който е завършен на 2/3. За пълното завършване на проекта са оставали едва 3.8 км (кв. Бичкиня и кв. Любово).
- Подценен е вариантът за дълъг тунел (7400 м), който е разглеждан още през 2008 г. Вместо това е приет къс вариант на тунел (3200 м), което означава път с дължина над 4 км и ширина между 15 и 40 м. да бъде изграден директно през Природен парк Българка, който е защитена зона от Натура 2000.
- Предложеният обходен път минава през водосборния басейн на река Козята, която чрез три водохващания и деривация се вливат в язовир Христо Смирненски. Това създава опасност от недостиг на питейна вода в Габрово и региона.
- Трасето Велико Търново – Стара Загора през Хаинбоаз е 25 км по-късо от трасето през Габрово и е на по-ниска надморска височина (700 м).
- През 1993 г. настоящият проект е отхвърлен по екологични и други съображения и строителство тогава е спряно.